# Richard Dean Anderson
Richard Dean Anderson (Mineápolis, Minnesota, 23 de enero de 1950) es un actor, productor y compositor estadounidense, conocido por su papel como MacGyver en la serie homónima y también como Jack O'Neill, coronel del Equipo SG-1 y más tarde general de la serie Stargate SG-1.
Hijo de Stuart Jean y Jocelyn Rhae Anderson (nacida Jocelyn Rhae Carter), tiene tres hermanos: Jeffrey Scott, Thomas John y James Stuart. Tiene una hija llamada Wylie Quinn Annarose, la cual tuvo con su expareja (nunca contrajeron matrimonio) Apryl Prose.
Es propietario de la productora Gekko Films, que produjo la serie Stargate SG-1 de la que él fue protagonista.

## MacGyver

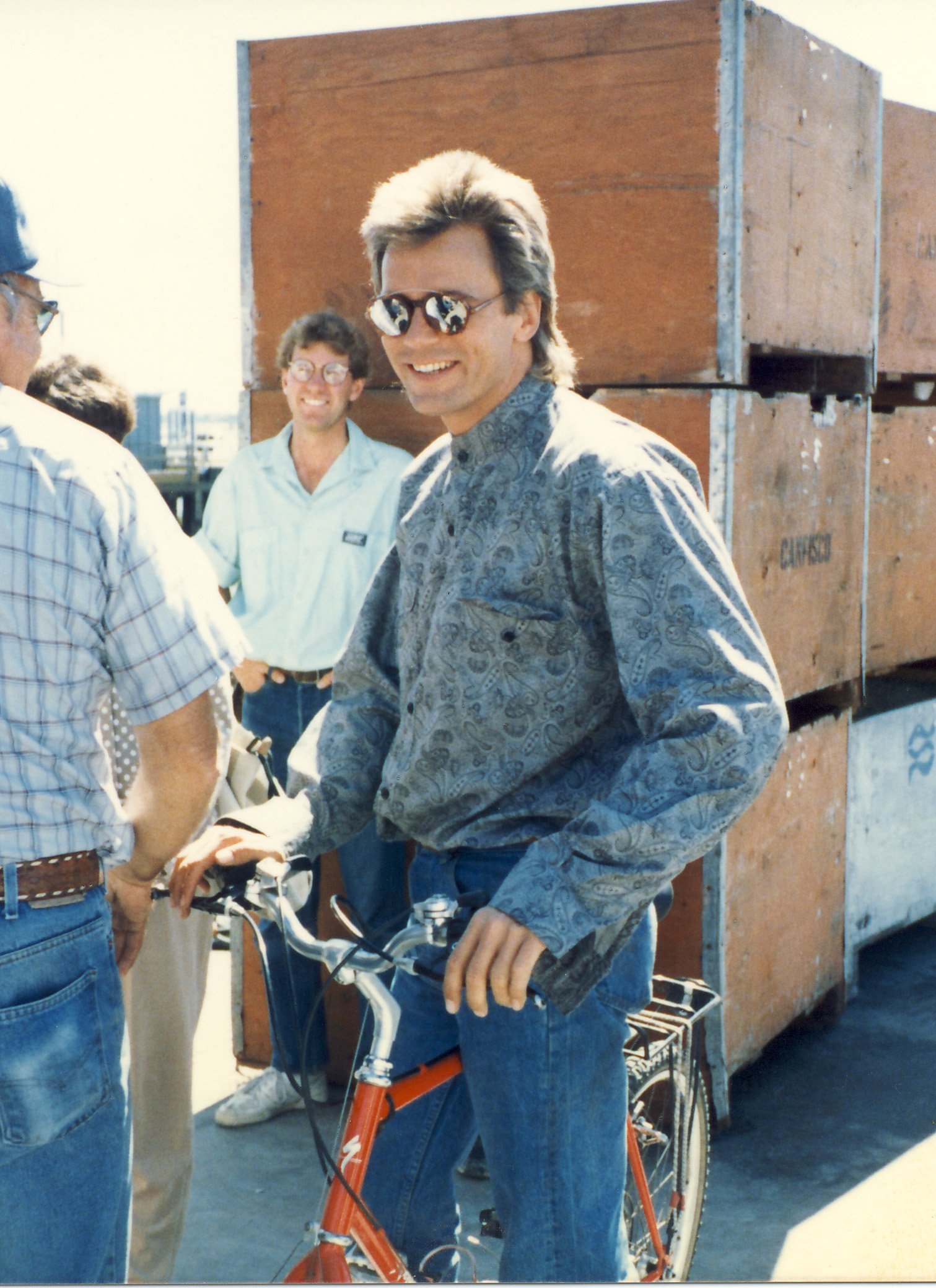
Richard Dean Anderson durante el rodaje de Macgyver, en 1985.

Anderson le dio vida al intrépido y aventurero MacGyver: el agente de inteligencia de la "Fundación Phoenix" que siempre trataba de ayudar a los buenos y acabar con los villanos. La serie, que era seguida por millones de fanes alrededor del mundo, comenzó en 1985 y duró 7 años en el aire hasta 1992. Se emitió originalmente en la cadena estadounidense ABC. Actualmente los derechos los posee la televisión CBS. 
Su personaje tenía gran habilidad para improvisar cualquier artilugio con elementos simples y de lo más variados como chicles, clips, mecheros, neumáticos, trozos de madera y su navaja suiza multiusos. MacGyver vivió durante su infancia en Mission City. Al Igual que Anderson en la vida real, MacGyver era un ávido jugador de hockey durante su niñez, compitiendo en la liga local y manteniendo esta pasión hasta la edad adulta.

## Filmografía

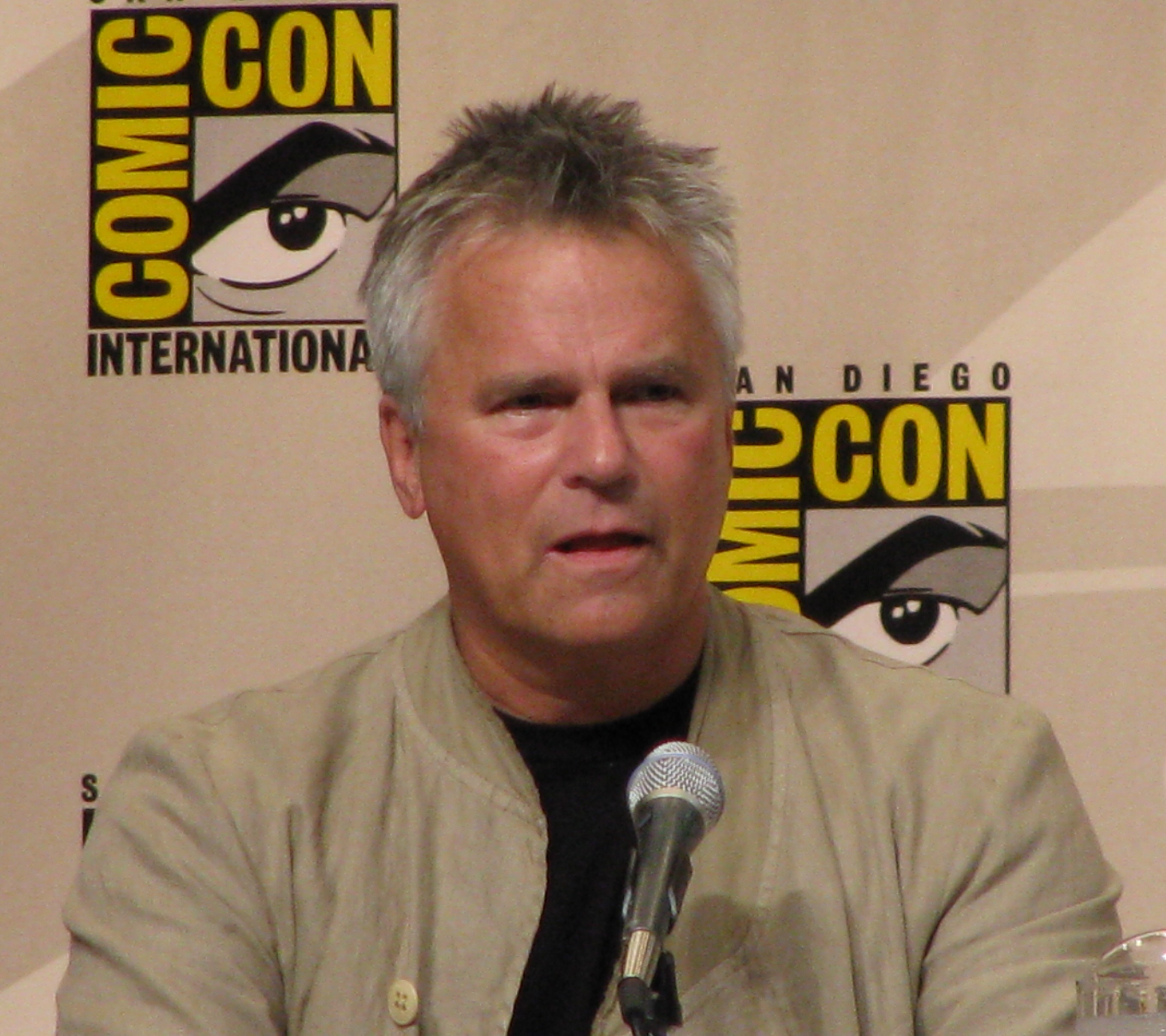
Richard Dean Anderson en 2008.

- Hospital General (serie) - Dr. Jeff Webber (1976 - 1981)
- Young Doctors in Love (film) - Vendedor de droga (1982)
- Seven Brides for Seven Brothers (serie) - Adam McFaden (1982)
- Emerald Point N.A.S. (serie) - Teniente Simon Adams (1983)
- MacGyver (serie) - Angus MacGyver (1985 - 1992)
- Ordinary Heroes (film) - Tony Kaiser (1986)
- Odd Jobs (film) - Spud (1986)
- In the Eyes of a Stranger (tv-film) - Jack Rourke (1992)
- In the Eyes of a Killer (tv-film) - Ray Bellano (1992)
- MacGyver y el Tesoro Perdido de la Atlántida (tv-film) - Angus MacGyver (1994)
- Beyond Betrayal (tv-film) - Bradley Matthews (1994)
- MacGyver hacia el Día del Juicio Final (tv-film) - Angus MacGyver (1994)
- Legend (serie) - Ernest Pratt/Nicodemus Legend (1995)
- Past the Bleachers (tv-film) - Bill Parish (1995)
- Pandora's Clock (tv-film) - Capitán James Holland (1996)
- Stargate SG-1 (serie) - Coronel/General Jack O'Neill  (1997 - 2005)
- Firehouse (tv-film) - Teniente Michael Brooks (1997)
- Stargate Atlantis (serie; varios episodios) - General Jack O'Neill (2004)
- Stargate: Continuum (segunda película de la serie) - General Jack O'Neill (2008)
- Stargate Universe (serie; varios episodios) - General Jack O'Neill (2009)

## En la cultura popular
- En la serie Los Simpsons, en el capítulo Adiós a la India (LAT)/Kiss Kiss, Bang Bangalore (ESP), aparece Richard Dean Anderson como él mismo. Las hermanas de Marge Simpson, Selma Bouvier y Patty Bouvier están enamoradas del personaje MacGyver, interpretado por Dean Anderson. Desilusionadas y molestas con este último, terminan secuestrándolo.
- En el videojuego Fallout publicado en 1997 por la empresa Interplay, Richard actúa la voz del Sheriff Killian Darkwater del pueblo de Junktown.